# Ben Onono
Ben Onono is een zanger/producer/songschrijver uit het Verenigd Koninkrijk, die bekend is van zijn bijdragen aan enkele dancehits van onder andere Tim Deluxe, Futureshock en Bob Sinclar. Later produceerde hij enkele soundtracks. 

## Biografie
Onono werd geboren in Cardiff en heeft ouders van Nigeriaanse komaf. Al snel verhuist hij naar Afrika, waar hij tot zijn 16e zal wonen. Hij keert terug naar het Verenigd Koninkrijk wanneer hij een beurs krijgt bij de Royal Academy of Music. Daar studeert hij voor concertpianist. Ook begint hij als zanger. In 2000 maakt hij het album Badagry Beach, al zal dat enkel bij een promo-uitgave blijven. 
In 2000 begint hij samen te werken met producer Tim Deluxe. Ze maken de single Simple Life. Hij schrijft ook mee aan de single It Just Won't Do, gezongen door Sam Obernik.  Het nummer wordt een enorme hit wordt. In 2003 zingt Onono voor Tim Deluxe de tracks Choose Something Like A Star en My Love Is Always. Die laatste wordt uitgebracht onder de naam Saffron Hill, en wordt ook een bescheiden hit. In 2003 leent hij zijn stem ook aan de hit On My Mind van het duo Futureshock. In 2005 duikt hij op bij een samenwerking tussen Tim Deluxe met David Guetta en Bob Sinclar onder de naam Africanism All Stars. In 2008 verschijnt zijn album Native Stranger, al is dat geen groot succes. Wel wordt de track Blink gebruikt in de Britse serie The Long Way Down. Wel succesvol is een nieuwe samenwerking met Bob Sinclar op de single Rainbow Of Love. Dit mede door het gebruik in een reclamecampagne voor Alfa Romeo. 
Vanaf 2010 focust Ben Onono zich vaker op soundtracks. In 2020 produceert hij de gehele soundtrack van de film Spell.

## Discografie
Albums
- Native Stranger (2008)
- Spell (Music From The Motion Picture) (2020)

Hitsingles
| Single met eventuele hitnotering(en) in de Nederlandse Top 40 | Datum van verschijnen | Datum van binnenkomst | Hoogste positie | Aantal weken | Opmerkingen                               |
| ------------------------------------------------------------- | --------------------- | --------------------- | --------------- | ------------ | ----------------------------------------- |
| My Love Is Always                                             | 2003                  | 31-05-2003            | -               | -            | Met Saffron Hill, nummer 94 in top 100    |
| On My Mind                                                    | 2003                  | 09-08-2003            | 31              | 5            | met Futureshock / Dancesmash op Radio 538 |
| Rainbow of love                                               | 2010                  | 28-08-2010            | tip10           | -            | met Bob Sinclar                           |

- Library of Congress Control Number: no2014166461
- MusicBrainz: 45924c3f-d7a7-446b-b212-bd075e1b855d
- Nationale Bibliotheek van Tsjechië: xx0156999
- Système universitaire de documentation: 078777550
- Virtual International Authority File: 24812591